# Lyudmyla Aksenova
Lyudmyla Vasylivna Aksenova ou Aksyonova (en ukrainien : Людмила Василівна Аксьонова, née le 23 avril 1947 à Sébastopol) est une athlète soviétique d'Ukraine, spécialiste du 400 mètres.

## Carrière

### Palmarès
| Date | Compétition                    | Lieu     | Résultat | Épreuve   | Performance   |
| ---- | ------------------------------ | -------- | -------- | --------- | ------------- |
| 1971 | Championnats d'Europe en salle | Sofia    | 1re      | 4 × 200 m | 1 min 37 s 1  |
| 1971 | Championnats d'Europe en salle | Sofia    | 1re      | 4 × 400 m | 3 min 36 s 6  |
| 1975 | Championnats d'Europe en salle | Katowice | 1re      | 4 × 320 m | 2 min 46 s 1  |
| 1976 | Jeux olympiques d'été          | Montréal | 3e       | 4 × 400 m | 3 min 24 s 24 |

### Records
| Épreuve    | Performance | Lieu | Date |
| ---------- | ----------- | ---- | ---- |
| 400 mètres | 51 s 27     | —    | 1976 |